# Ariarates X
Ariarates X (grec antic: Ἀριαράθης, Ariaráthēs, llatí: Ariarathes) era rei de Capadòcia, possiblement fill d'Ariobarzanes II i germà d'Ariobarzanes III. Va ser conegut com a Eusebes o Filadelf (Εὐσεϐής Φιλάδελφος, Eusebḗs Philádelphos, ('Pius, amant del seu germà').
Va succeir a son presumpte germà després de la batalla de Filipos (Philippi) l'any 42 aC, quan el rei Ariobarzanes III va morir assassinat per ordre de Cassi Longí, que era al trritori reclutant soldats per la guerra contra Marc Antoni i Octavi (August), acusat de conspirar contra ell; els assassins van prendre al cadàver tot el que tenia valor. Llavors va sorgir un pretendent de nom Sisinnas, que va obtenir el suport de Marc Antoni, influït per Glafira, mare del pretendent i dona de gran bellesa. Una guerra civil poc cruenta va seguir en la qual Sisinnas va portar la pitjor part, fins que el 36 aC Marc Antoni va fer matar Ariarates X i va donar el regne a Arquelau, descendent d'un altre Arquelau, general de Mitridates, l'any 88 aC).